# Tetraponera fulva
Tetraponera fulva är en myrart som först beskrevs av Hugo Viehmeyer 1916.  Tetraponera fulva ingår i släktet Tetraponera och familjen myror. Inga underarter finns listade i Catalogue of Life.